# St James' Park
St James' Park este un stadion de fotbal din Newcastle upon Tyne, Anglia. El este stadionul de casă de al clubului din Premier League, Newcastle United FC și are o capacitate de 52.405 locuri.
St James' Park aparține lui Newcastle United din 1892 și este folosit pentru fotbal începând cu 1880.

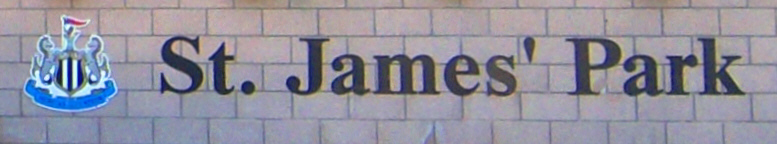
Inscripția St. James' Park de la intrarea principală

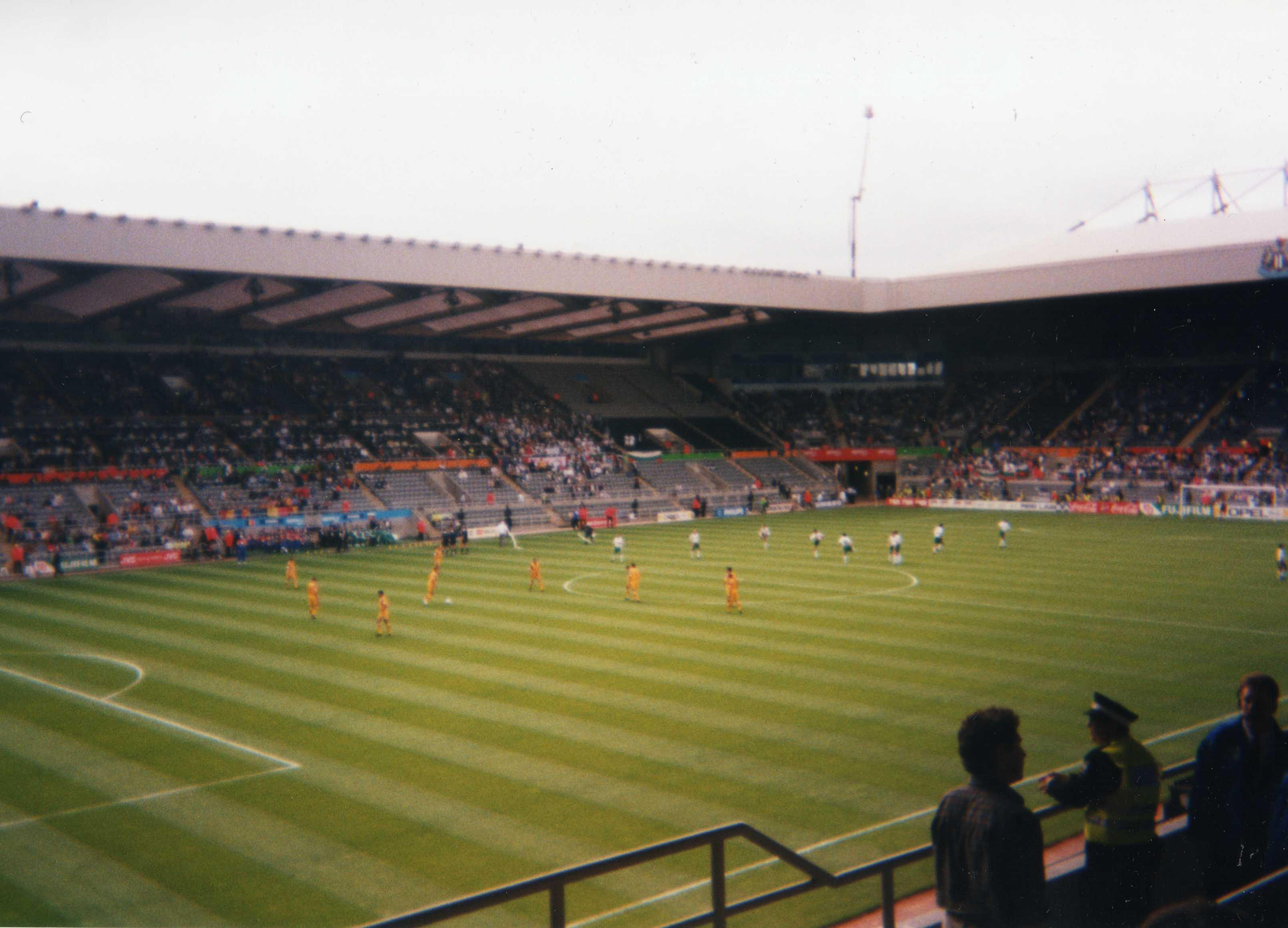
Meciul de la Euro 1996 dintre România și Bulgaria

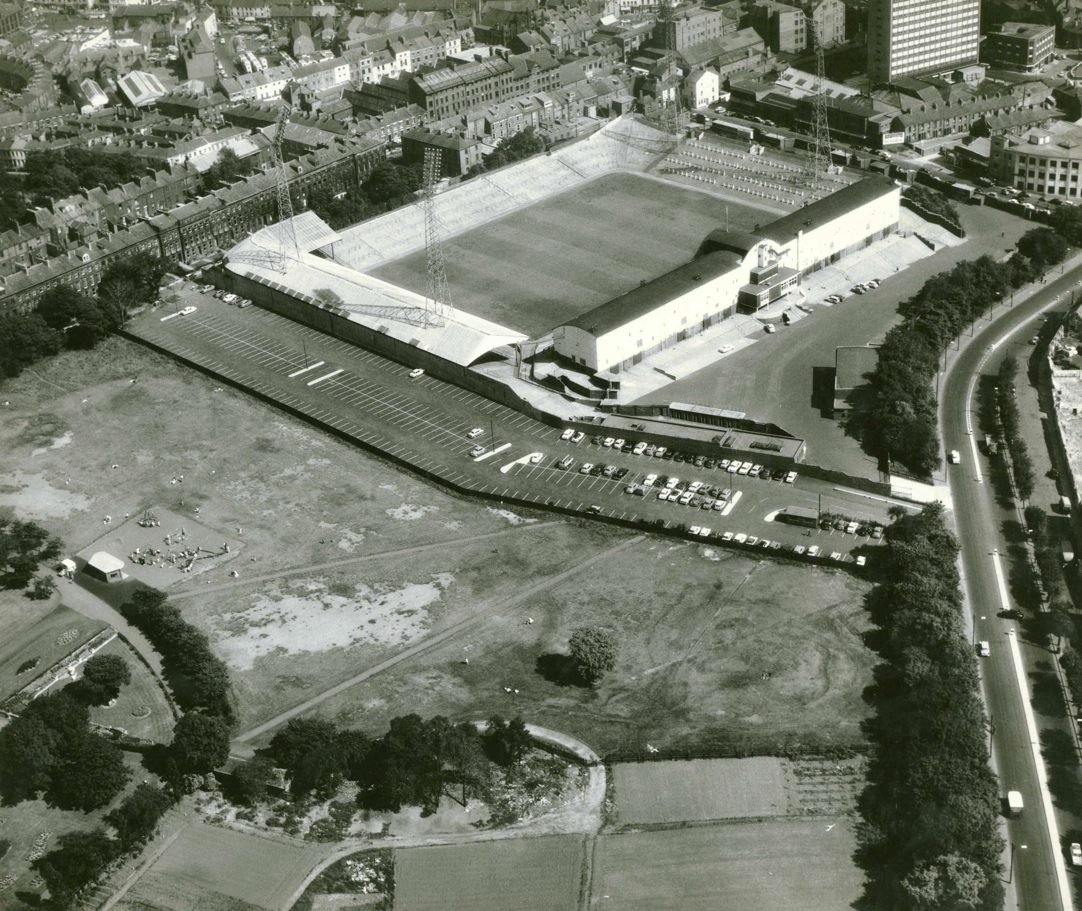
Vedere aeriană a stadionului în 1963

## Fotbal internațional

### Meciuri
| Data              |          | Rezultat |               | Competiția                                             |
| ----------------- | -------- | -------- | ------------- | ------------------------------------------------------ |
| 18 martie 1901    | Anglia   | 6–0      | Țara Galilor  | British Home Championship                              |
| 6 aprilie 1907    | Anglia   | 1–1      | Scoția        | British Home Championship                              |
| 15 noiembrie 1933 | Anglia   | 1–2      | Țara Galilor  | British Home Championship                              |
| 9 noiembrie 1938  | Anglia   | 4–0      | Norvegia      | Meci amical                                            |
| 10 iunie 1996     | România  | 0–1      | Franța        | Euro 1996                                              |
| 13 iunie 1996     | Bulgaria | 1–0      | România       | Euro 1996                                              |
| 18 iunie 1996     | Franța   | 3–1      | Bulgaria      | Euro 1996                                              |
| 5 septembrie 2001 | Anglia   | 2–0      | Albania       | Calificările pentru Campionatul Mondial de Fotbal 2002 |
| 18 august 2004    | Anglia   | 3–0      | Ucraina       | Meci amical                                            |
| 30 martie 2005    | Anglia   | 2–0      | Azerbaidjan   | Calificările pentru Campionatul Mondial de Fotbal 2006 |
| 26 iulie 2012     | Mexic    | 0–0      | Coreea de Sud | Jocurile Olimpice de vară din 2012                     |
| 26 iulie 2012     | Gabon    | 1–1      | Elveția       | Jocurile Olimpice de vară din 2012                     |
| 29 iulie 2012     | Japonia  | 1–0      | Maroc         | Jocurile Olimpice de vară din 2012                     |
| 29 iulie 2012     | Spania   | 0–1      | Honduras      | Jocurile Olimpice de vară din 2012                     |
| 1 august 2012     | Brazilia | 3–0      | Noua Zeelandă | Jocurile Olimpice de vară din 2012                     |
| 4 august 2012     | Brazilia | 3–2      | Honduras      | Jocurile Olimpice de vară din 2012                     |

## Galerie

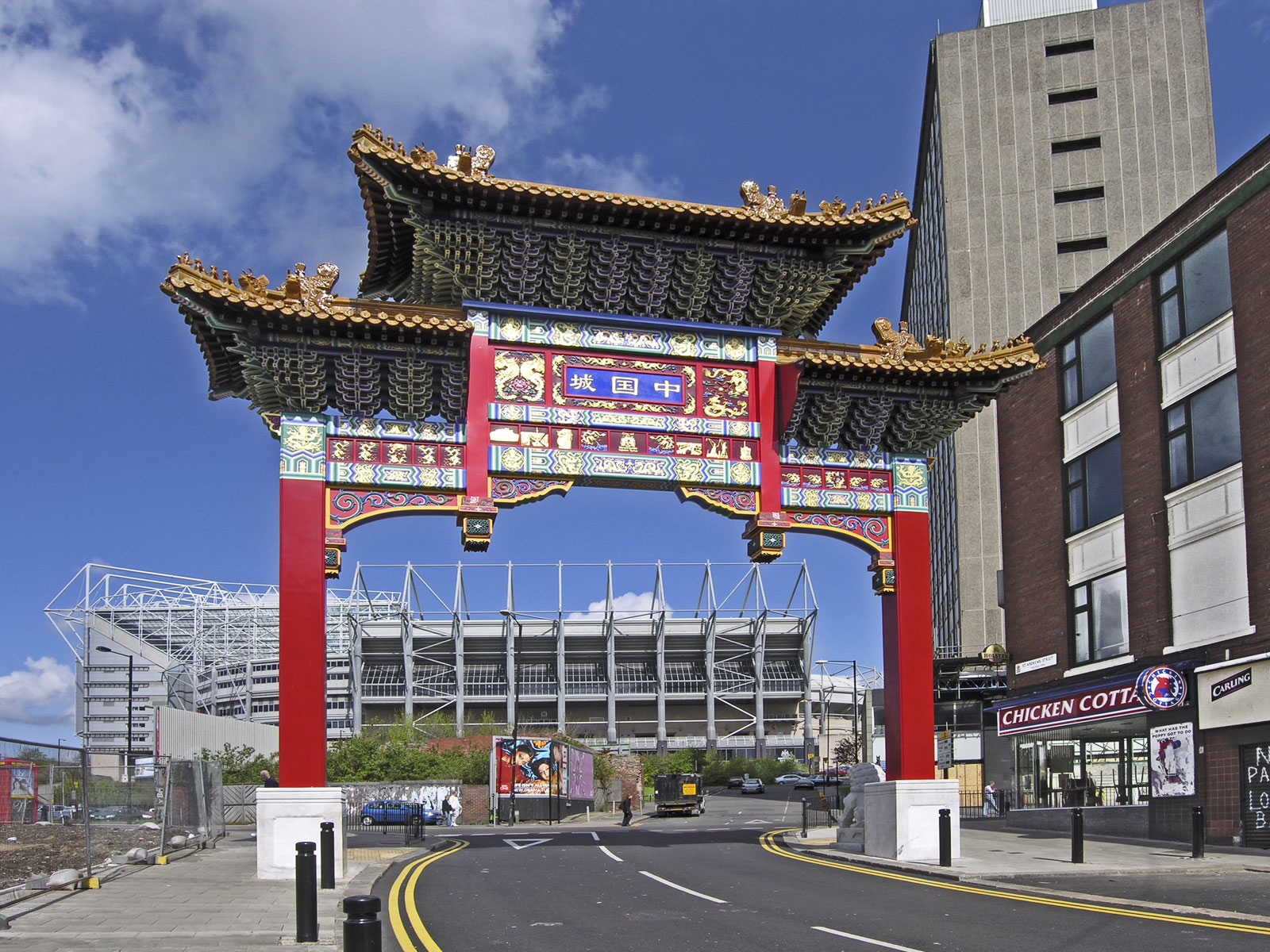
View a tribunei Gallowgate End prin Chinatown Arch
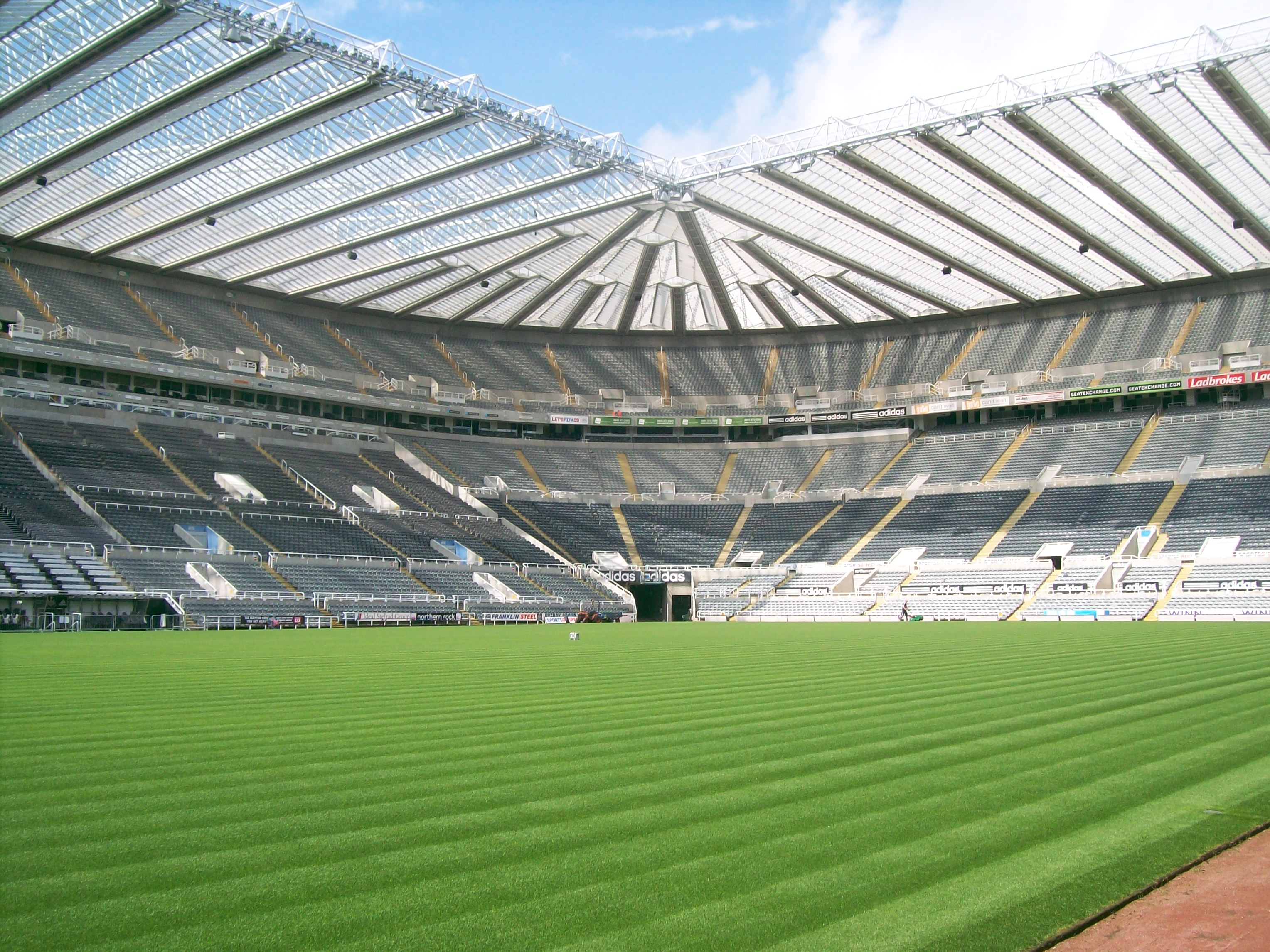

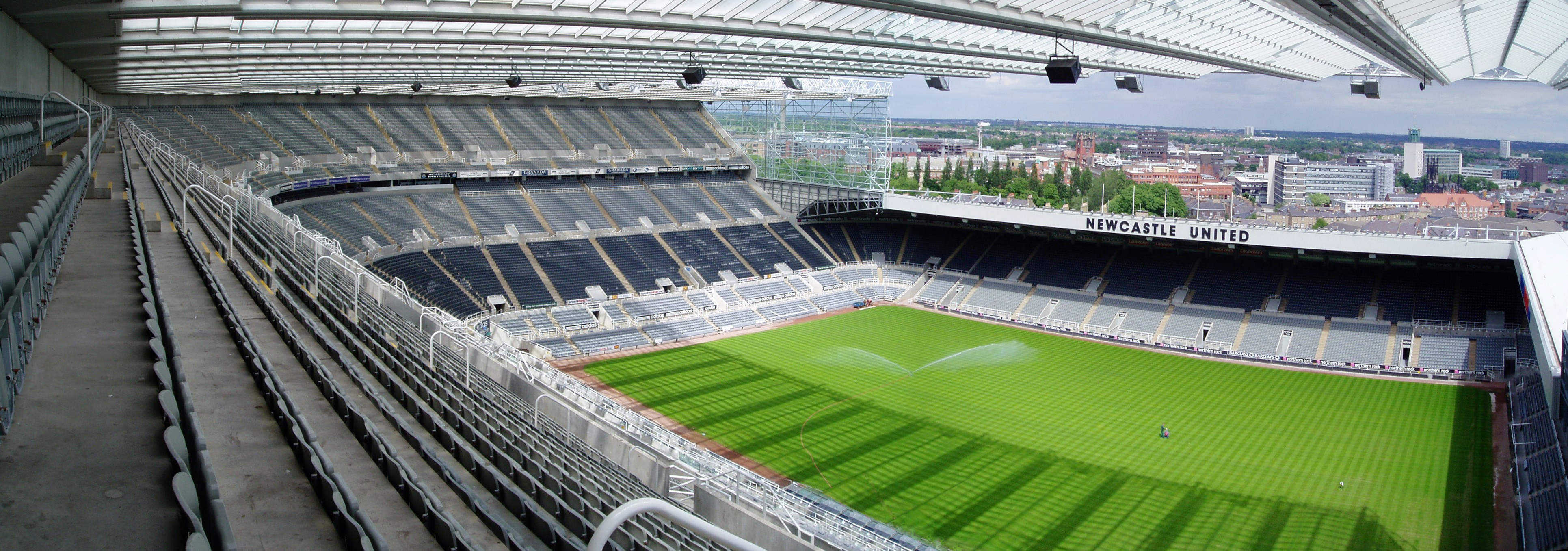
Panorama St James' Park

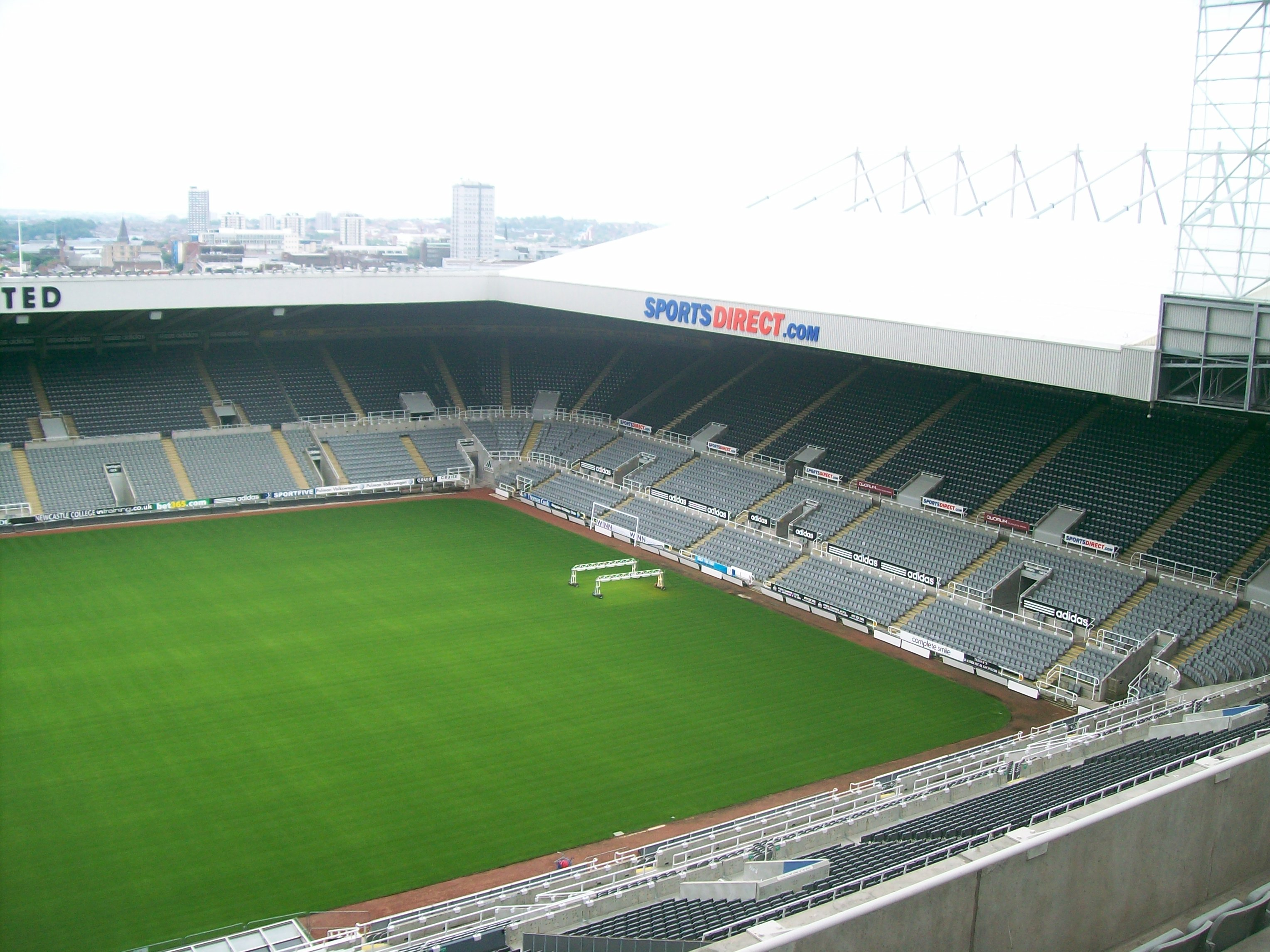
The Gallowgate End
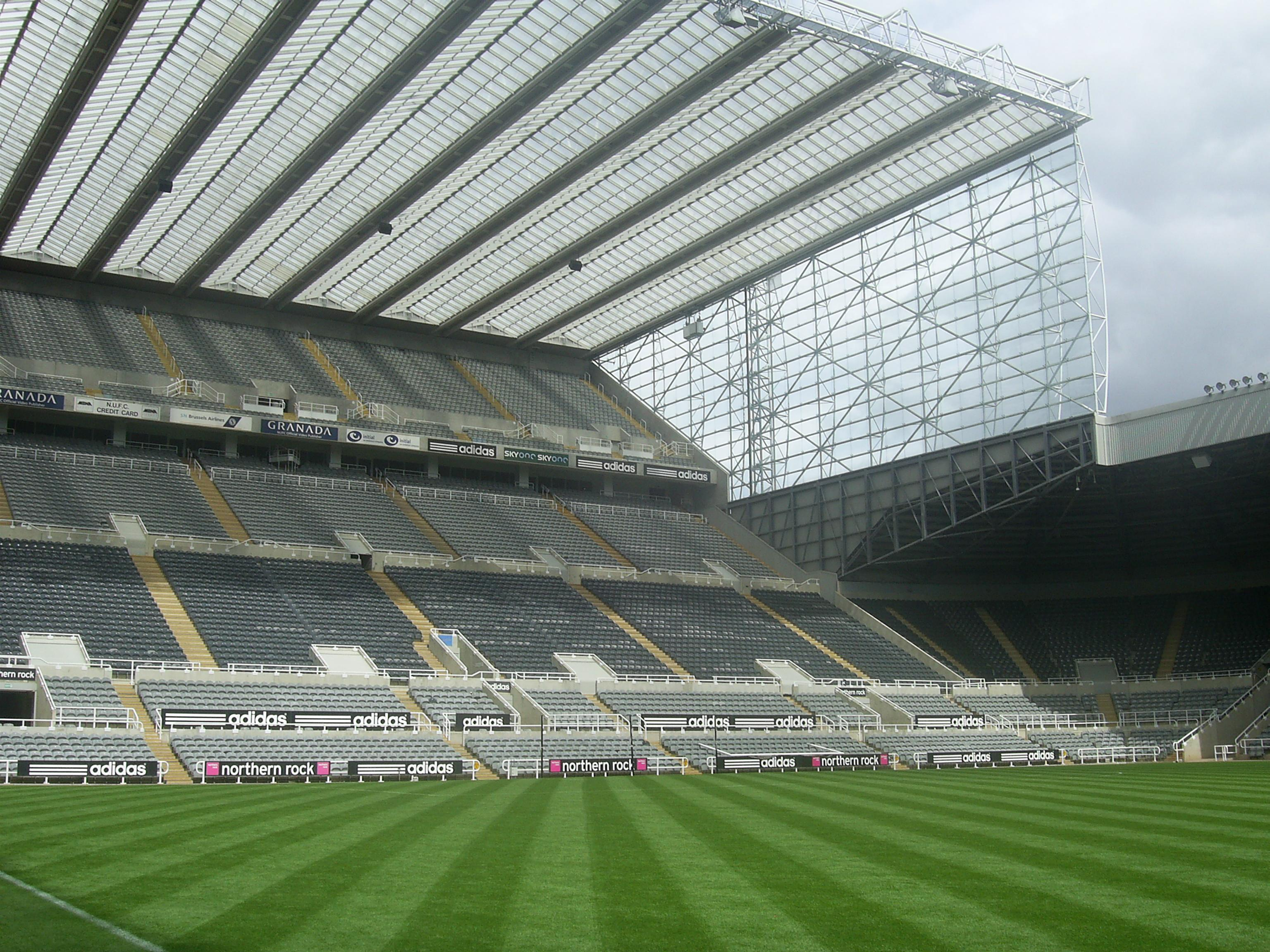
Leazes End